# 面条式代码

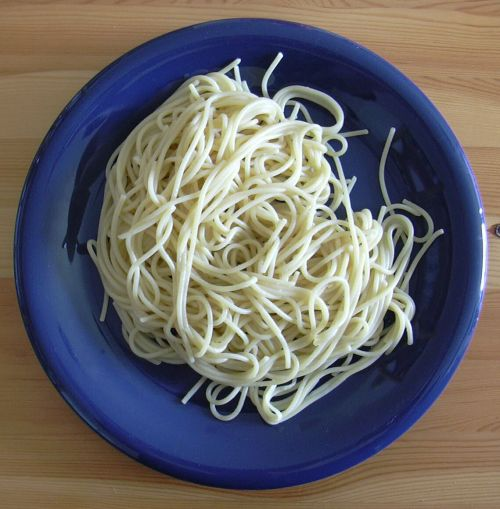
一盘扭曲纠结的義大利直麵，面条式代码也同样地扭曲纠结。

面条式代码（英語：Spaghetti code）又稱祖傳代碼、屎山代碼，是软件工程中反面模式的一种，是指源代码的控制流程复杂、混乱而难以理解，尤其是用了很多GOTO、例外、线程、或其他无组织的分支。其命名的原因是因为程式的流向就像一盘麵一样扭曲纠结。面条式代码的产生有许多原因，例如没有经验的程序设计师，及已经过长期频繁修改的复杂程序。结构化编程可避免面条式代码的出现。

## 举例
以下是一段用BASIC写的程序，是典型面条式代码的例子。程序在屏幕上显示数字 1 到 10 及其对应的平方。由于有GOTO语句，此程序需要配合行号才能知道程序的流向，也无法利用縮排的方式使程序比较容易阅读。而且由于有跳转指令，要执行的程序会由一个区域跳转到另一个区域，而且在讀到跳转指令前，很難事先知道程式會跳轉，此程式不易调试。现实世界中的面条式代码往往更加复杂，会大幅增加维护成本。
```
10
 
i
 
=
 
0

20
 
i
 
=
 
i
 
+
 
1

30
 
PRINT
 
i
;
 
" squared = "
;
 
i
 
*
 
i

40
 
IF
 
i
 
>=
 
10
 
THEN
 
GOTO
 
60

50
 
GOTO
 
20

60
 
PRINT
 
"Program Completed."

70
 
END

```

以下程序则使用结构化控制，没有GOTO语句，因此可以缩进，增强程序的可读性：
```
1
 
FOR
 
i
=
1
 
TO
 
10

2
     
PRINT
 
i
;
"squared="
;
i
*
i

3
 
NEXT
 
i

4
 
PRINT
 
"Program Completed."

5
 
END

```

程序中还是有由一个区域跳转到另一个区域的情况，不过这种跳转是可以预期的，也是标准的做法。使用FOR循环或子程序是处理程序控制流程的标准做法。若使用GOTO，就表示允许程序任意地跳转。上述示例的代码很短，实际使用的程式其源代码更长，若是面条式代码的话，会相当难以维护。

## 汇编语言及脚本语言
当使用各种汇编語言（及其底层的机器语言）时，编写面条式代码会带来更大的危险。其原因是由于这些低级语言很少有可以对应 FOR 循环或 WHILE 循环的机制。许多脚本语言也有类似的情况，例如 DOS 的批处理文件或者 OpenVMS 上的資料控制語言 (DCL)。
如果将结构化编程中的做法移植到汇编语言的程序，会显著地增强可靠性和可维护性。例如限制 GOTO 的使用，只用 GOTO 来产生类似结构化程序设计中流程控制的效果、另外许多汇编语言都有提供子程序呼叫的机制，可以有类似过程式编程（Procedural programming）的效果。汇编语言一般都会有巨集，而且支持参数传递，以避免全局变量的使用，也可避免远隔作用 （action at a distance）的反面模式。
使用高级语言编写的程式可以利用一些标准流程控制的作法（如以上第2例的 For 循环），不过当编译为汇编代码或者机器代码时，由于最后仍利用 GOTO 或 IF 之类的指令表示高级语言的标准流程控制，看起来仍会像面条式代码。因为编译器会忠实地将程序的结构转换为汇编代码，所以，其他结构性较弱的语言遇到的程序流程难以辨识的问题，不会遇到。不过，如果程序优化过多，可能在缩小程序大小的同时，也影响其程序的结构。若配合代码级调试使用，还可能会造成一些困难。

## 相關詞語

### 餛飩式代碼
馄饨式代码（Ravioli code）指由许多松散连接的小部份构成的程序。馄饨式代码可以和面条式代码作类比，后者用面条来代表程序的结构，而前者用馄饨（Ravioli）来代表程序中的对象。这种代码虽然满足了低耦合性的要求，但是过度的分离与封装导致过多的调用，使得堆栈容易变得臃肿，从而也增加了代码阅读的难度。

### 千層麵代碼
千層麵代碼（Lasagna code）是指各層都很複雜的軟體。各層彼此相關性強，因此更改某一層时必须同步修改其他層。

## 外部連結
- Go To Statement Considered Harmful. Edsger Dijkstra 提出有关面条式代码的缺点。
- We don't know where to GOTO if we don't know where we've COME FROM by  R. Lawrence Clark from DATAMATION, December, 1973
- Refactoring Java spaghetti code into Java bento code （页面存档备份，存于） 将一个类中许多的代码分解为七个不同类的代码。